# Aiguines
Aiguines é uma comuna francesa na região administrativa da Provença-Alpes-Costa Azul, no departamento de Var. Estende-se por uma área de 114.43 km². Em 2010 a comuna tinha 277 habitantes (densidade: 2,4 hab./km²).